# Conselho de Defesa do Patrimônio Histórico
O Conselho de Defesa do Patrimônio Histórico, Arqueológico, Artístico e Turístico (CONDEPHAAT) é um órgão subordinado à Secretaria da Cultura do Estado de São Paulo criado pela Lei Estadual 10 247 de 22 de outubro de 1968.
Tem como função identificar, proteger e preservar os bens móveis e imóveis do patrimônio histórico, arqueológico, artístico, turístico, cultural e ambiental do Estado de São Paulo, com a capacidade legal de tombar tais patrimônios. Também tem o poder de definir a promoção e proteção desses lugares.
Possui uma unidade técnica-executiva chamada UPPH, que significa Unidade de Preservação do Patrimônio Histórico, para prestar serviços de apoio. De onde se divide dois grupos técnicos: o Grupo de Estudos de Inventário e Reconhecimento do Patrimônio Cultural e Natural e o Grupo de Conservação e Restauração de Bens Tombados. Entre os profissionais que trabalham nesses times encontram-se sociólogos, arquitetos e historiadores.
Ainda assim, CONDEPHAAT, após processar com sucesso o tombamento de um patrimônio, não se responsabiliza pela conservação e restauração deste. Em primeiro lugar, o proprietário do imóvel é o responsável, que por outras medidas consegue receber verbas voltadas para o incentivo à cultura após o processo. Lembrando que todas as pessoas (físicas e jurídicas) podem dar entrada em um tombamento de um bem.
Denúncias sobre irregularidades e prejuízos nesses patrimônios devem ser reclamadas também com o órgão, através do site do CONDEFPHAAT de São Paulo, na aba solicitações, o qual é composto principalmente por representantes de Secretarias Estaduais e pela Procuradoria Geral do Estado. Infrações podem vir a receber multas, entre outras providências.

## Objetivos
O Conselho de Defesa do Patrimônio Histórico, Arqueológico, Artístico e Turístico (CONDEPHAAT), é responsável pela pesquisa, identificação, proteção e valorização do patrimônio cultural paulista, conforme expresso na Constituição Estadual de 1989 (Artigo 261).

## Membros do CONDEPHAAT
O conselho é formado por entidades de classe, universidades, pela Procuradoria Geral do Estado e por representantes de Secretarias Estaduais. As reuniões acontecem periodicamente para discussões dos possíveis projetos relacionados com o patrimônio cultural do Estado de São Paulo.
A composição é separada por: Secretaria da Cultura, Secretaria do Meio Ambiente; Secretaria de Turismo; Secretaria de Planejamento e Gestão; Secretaria da Justiça e da Defesa da Cidadania; Secretaria da Habitação; Procuradoria Geral do Estado; Departamento de História, Departamento de Geografia, Departamento de História da Arquitetura ou equivalente, Departamento de Antropologia ou Sociologia, Museu de Arqueologia e Etnologia, da Universidade de São Paulo - USP; Companhia Ambiental do Estado de São Paulo - CETESB; Empresa Paulista de Planejamento Metropolitano S.A. - EMPLASA; Instituto do Patrimônio Histórico e Artístico Nacional - IPHAN; Instituto de Arquitetos do Brasil - IAB (Departamento de São Paulo); Instituto de Engenharia, de São Paulo, Conferência Nacional dos Bispos do Brasil - CNBB (Conselho Episcopal Regional Sul 1).
Todos os atuais membros podem ser conhecidos através da página do Condephaat